# Cortinarius phaeophyllus
Cortinarius phaeophyllus är en svampart som beskrevs av P. Karst. 1881. Cortinarius phaeophyllus ingår i släktet Cortinarius och familjen spindlingar.   Inga underarter finns listade i Catalogue of Life.